# 邢云
邢云（1952年3月—），男，汉族，内蒙古自治区土默特左旗人，中华人民共和国政治人物。中共中央党校法学理论专业毕业。

## 生平
1968年9月参加工作，1981年3月加入中国共产党。1995年1月，任中共内蒙古自治区伊克昭盟委副书记、盟长。1996年10月，任中共内蒙古自治区伊克昭盟委书记。2001年9月，任中共内蒙古自治区鄂尔多斯市委书记。2001年12月，任中共内蒙古自治区党委常委、中共包头市委书记。2006年12月，任中共内蒙古自治区党委常委、政法委员会书记。2012年2月，当选内蒙古自治区人大副主任。2016年1月，卸任内蒙古自治区人大常委会副主任职务。
2013年，被选为第十二届全国人民代表大会内蒙古地区代表。
2018年10月25日下午，中央纪委国家监委网站发布：内蒙古自治区人大常委会原副主任邢云涉嫌严重违纪违法，接受中央纪委国家监委纪律审查和监察调查。2019年4月29日被开除党籍、取消待遇、移送检察机关依法审查起诉。
2019年8月15日，辽宁省大连市中级人民法院一审公开开庭审理邢云受贿案。辽宁省大连市人民检察院指控，邢云自1996年至2016年利用职务便利，帮助他人承揽工程、调整或晋升职位，直接收受或通过近亲收受贿赂折合人民币超过4.49亿元。邢云当庭认罪悔罪。12月3日，辽宁省大连市中级人民法院公开宣判，对被告人邢云以受贿罪判处死刑，缓期二年执行，剥夺政治权利终身，并处没收个人全部财产，在其死刑缓期执行二年期满依法减为无期徒刑后，终身监禁，不得减刑、假释；对邢云受贿违法所得及孳息予以追缴，上缴国库。邢云当庭表示服从判决，不上诉。